# Leonel Cárcamo
Leonel Cárcamo Batres (Usulután (cidade), 5 de fevereiro de 1965) é um ex-futebolista e treinador de futebol salvadorenho que atuava como zagueiro.[carece de fontes?].

## Carreira
Após jogar em 3 equipes de sua cidade (Los Toros y Rubí, Oro y Plata e La Carrera FC), Cárcamo profissionalizou-se em 1985 no Luis Ángel Firpo, onde atuou durante toda sua carreira, que durou 16 anos (1985 a 2001). Pelos Pamperos, venceu 5 edições do Campeonato Salvadorenho, além de conquistar os Torneios Clausura de 1999 e 2000. Foi dele o gol de pênalti que deu o primeiro título nacional ao Firpo, em 1988–89.
Já aposentado, virou treinador em 2005, comandando o Firpo em uma curta passagem. Regressou ao clube em 2006, conquistando o Torneio Clausura no ano seguinte. Na temporada 2009–10, treinou o Santa Tecla. O ex-zagueiro ainda foi auxiliar-técnico e treinador interino do Alianza entre 2010 e 2012 (venceu o Clausura de 2011 como auxiliar), e treinou o Once Municipal. Cárcamo voltaria novamente ao Luis Ángel Firpo em 2014, porém sua quarta passagem pelo clube (terceira como treinador) durou apenas 2 meses.

## Carreira na seleção
Pela Seleção Salvadorenha, estreou em 1988, tendo atuado 84 vezes pelos Cuscatlecos (segundo jogador que mais vezes atuou pela equipe), não fazendo nenhum gol. Disputou 2 edições da Copa Ouro da CONCACAF (1996 e 1998). Encerrou sua carreira internacional em 2000, num amistoso contra a Guatemala.

## Títulos

### Luis Ángel Firpo
- Liga de Fútbol Profesional: 7

1988–89, 1990–91, 1991–92, 1992–93, 1997–98, 1999 (Torneio Clausura), 2000 (Torneio Clausura)